# Бальцола
Бальцола (італ. Balzola, п'єм. Bàussla) — муніципалітет в Італії, у регіоні П'ємонт,  провінція Алессандрія.
Бальцола розташована на відстані близько 500 км на північний захід від Рима, 60 км на схід від Турина, 35 км на північний захід від Алессандрії.
Населення — 1379 осіб (2014).

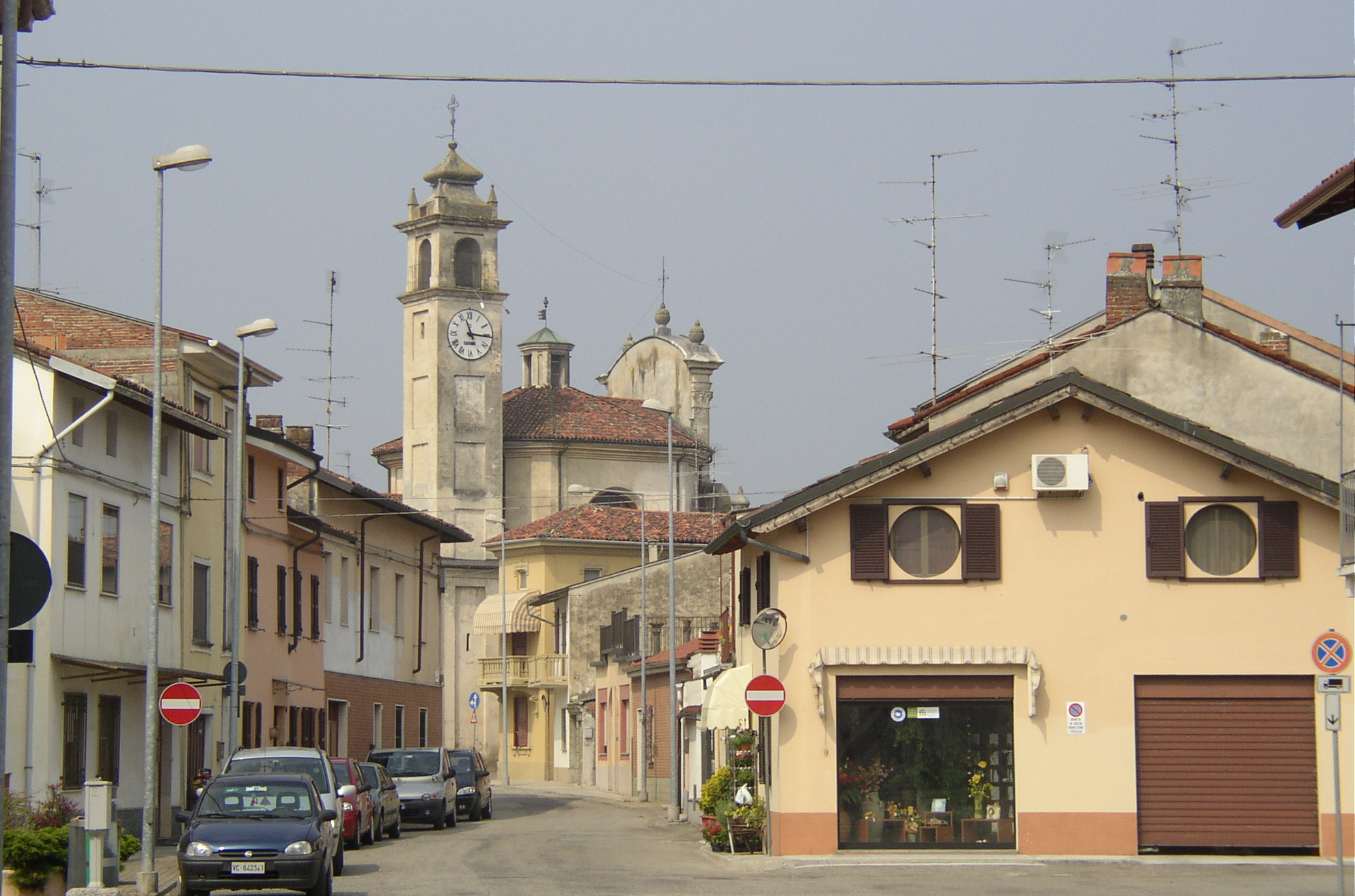

Щорічний фестиваль відбувається 16 серпня. Покровитель — святий Рох.

## Демографія
Населення за роками:

Станом на 1 січня 2023 року в муніципалітеті офіційно проживали 54 іноземці з 10 країн, серед них 14 громадян країн Євросоюзу.

## Сусідні муніципалітети
- Казале-Монферрато
- Костанцана
- Морано-суль-По
- Риве
- Вілланова-Монферрато